# Isabella (cavallo)

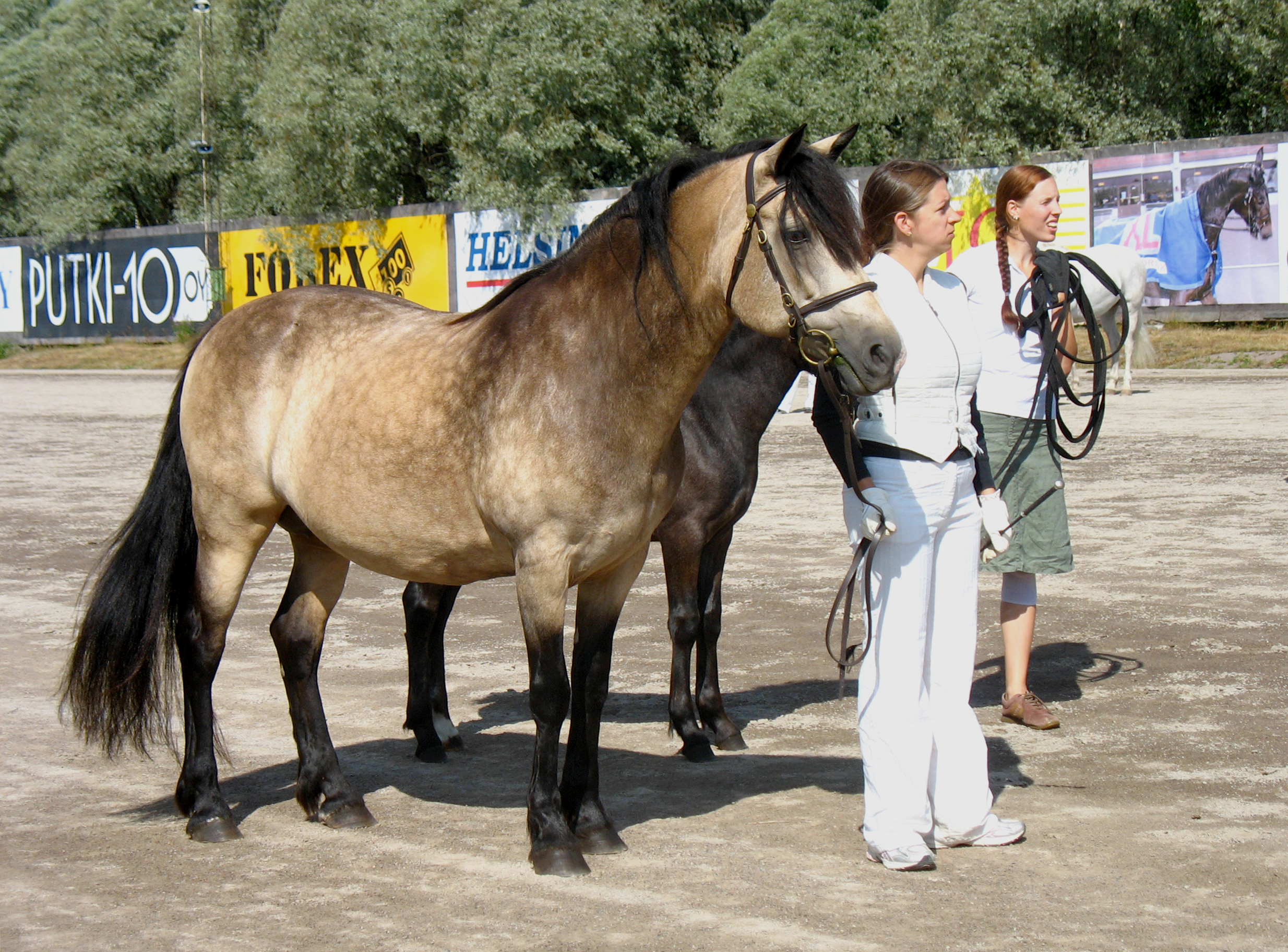
Pony Connemara color Isabella

L'isabella è un mantello equino di colore ocra chiaro con criniera, coda e gambe neri.
In inglese viene detto Buckskin (trad. pelle di daino).
Il colore isabella è molto raro nei cavalli. Solamente alcune razze presentano "anche" questo mantello: l'Akhal-Teke, il Lusitano, il Quarter horse, il Mustang, il Criollo e i ponies Islandese, Connemara e New forest.

## Genetica

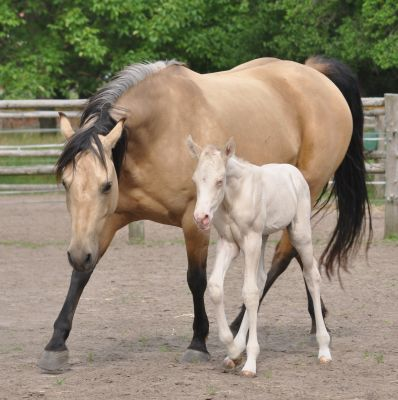
Fattrice isabella con puledro cremello

Il gene che codifica per questo mantello è quello della diluizione crema o cremello (abbreviato CCr) dominante incompleto, che in singola dose (eterozigosi) causa l'abbattimento di circa il 50% del pigmento rosso (feomelanina) del mantello baio, mentre il pigmento nero (eumelanina) dei crini e delle estremità rimane invariato. 

La formula genetica dell'isabella è: A+E+Cr.
Un cavallo isabella incrociato con un altro isabella può generare un isabella soltanto il 50% delle volte, ma può anche produrre un baio (25% di probabilità) o un cremello (25% di probabilità). Se invece si incrocia un cavallo isabella con uno baio, si avrà un puledro isabella il 50% delle volte, ma l'altro 50% sarà un puledro baio. 

L'unico modo garantito per ottenere puledri color isabella, è quello di accoppiare cavalli bai con cavalli cremello.

## CavalliIsabellafamosi

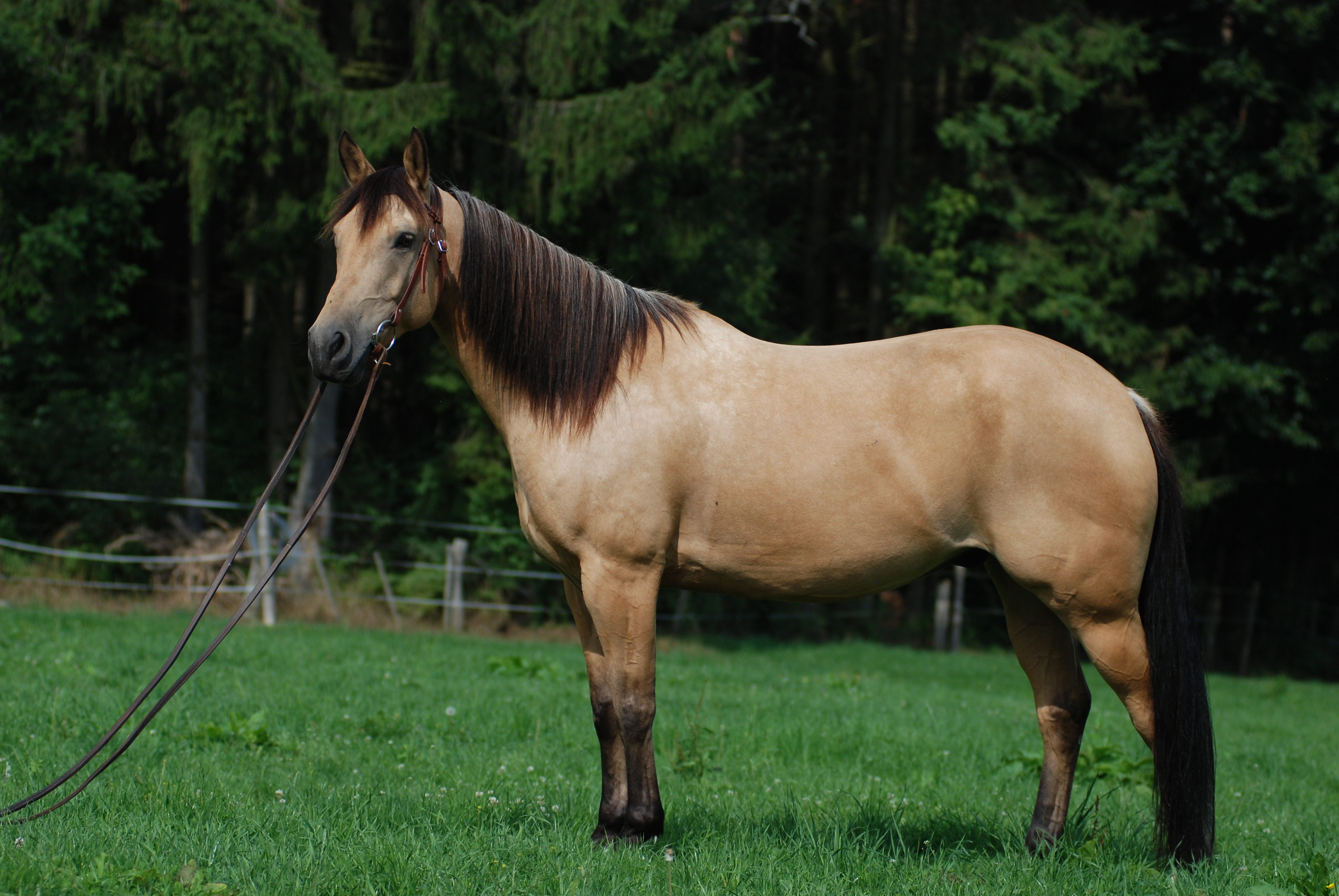
Quarter horse color isabella

- Cisco, il cavallo del tenente John Dumbar, nel film Balla coi lupi.
- Spirit, il cavallo protagonista del film di animazione Spirit - Cavallo selvaggio.